# El Espinar
El Espinar è un comune spagnolo di 9 217 abitanti situato nella comunità autonoma di Castiglia e León.